# Oligodon jintakunei
Oligodon jintakunei este o specie de șerpi din genul Oligodon, familia Colubridae, descrisă de Pauwels, Wallach, David, Chanhome în anul 2002. Conform Catalogue of Life specia Oligodon jintakunei nu are subspecii cunoscute.